# Musson
Musson är en kommun i Belgien.   Den ligger i provinsen Luxemburg och regionen Vallonien, i den sydöstra delen av landet, 170 km sydost om huvudstaden Bryssel. Antalet invånare är 4 422.
Omgivningarna runt Musson är en mosaik av jordbruksmark och naturlig växtlighet. Runt Musson är det tätbefolkat, med 530 invånare per kvadratkilometer.